# Јероним Кардијски
Јероним Кардијски (стгрч. Ιερωνυμος ο ΚαρδιανοςΙερωνυμος ο Καρδιανος) је старогрчки државник и историчар, савременик Александра Великог и ратова дијадоха.

## Биографија
Рођен у Кардији, био је сународник и пријатељ једног од дијадоха, Еумена. Према речима Феликса Јакобија, за живота Александра је радио у канцеларији македонског краља (на челу са Еуменом), што објашњава његов приступ државним архивима. Учествовао је у Александровом походу на Ахеменидско царство. Јероним је вероватно био присутан у Вавилону приликом смрти великог освајача 323. п. н. е. и управо њему припада детаљан опис величанствене погребне поворке, који је Диодор са Сицилије користио, која је требало да испоручи краљево тело у Александрију.
После Александрове смрти, Јероним је следио Еумена, који је од регента Пердике добио контролу над Кападокијом и Пафлагонијом (које још нису биле освојене). У сукобу између дијадоха који је убрзо избио, Пердика је погинуо, а Антигон Једнооки је постао Еуменов главни противник. Приморан да се повуче, затвори са малом силом у неосвојиву тврђаву Нора и издржи дугу опсаду (320-319. п. н. е.), Еумен је послао посланство које је предводио Јероним новом регенту Антипатеру „да разговара о условима предаје“.  Међутим, Антигон, који је имао планове да преузме врховну власт и заузео већину азијских сатрапија Александровог царства, након Антипатрове смрти изненада је одлучио да се помири са Еуменом. Позвавши Јеронима к себи, прво је покушао да га привуче к себи „скупим даровима“, а затим га је послао као посланика Еумену, позивајући га да постане „пријатељ и савезник“.
Еумен је после успешног повлачења из Норе добио подршку новог владара Македоније Полиперхона и наставио је борбу. Јероним је учествовао у одлучујућој бици са Антигоном код Габијена (316. п. н. е.), у којој је рањен и ухваћен. Еумен је такође био заробљен и убијен, а Јероним је очигледно отишао у службу Антигона: Диодор са Сицилије извештава да му је Антигон поверио надзор над ископавањем минерала на Мртвом мору као извор прихода за ризницу. Међутим, није било могуће организовати производњу због напада Набатејаца. Јероним је учествовао у бици код Ипса (301. п. н. е.), после смрти Антигона Једнооког, у којој је наставио да служи Антигонидима.
Године 293. п. н. е. пошто је привео у покорност оне који су се побунили против македонске власти у Теби, син Антигона Једнооког, Деметрије Полиоркет, поставио је Јеронима Хармоста (владара) Беотије. Пошто је Деметрије напустио Македонију под притиском Лисимаха и Пира, Јероним је подржао свог сина Антигона Гоната, који се борио за очев престо, и чекао његово коначно ступање. Последње године провео је на краљевском двору, где је, по свему судећи, и писао своја дела. Лукијан Самосатски, позивајући се на несачувано дело Агатархида, извештава да је Јероним Кардијски поживео 104 године и „до последњег дана остао је жив саговорник, задржао оштрину свих осећања и беспрекорно здравље“.

## Зборник радова
Дела Јеронима Кардијског стигла су до нас тек у преношењу других извора. Тачни наслови његових дела остају непознати, иако је већ у античко доба било уобичајено да се издвајају такозвана „Историја дијадоха“ и „Трактат о Епигонима“, који су се заснивали не само на лично искуство и ауторско сведочење многих догађаја, али и на материјалима највреднији документи, приче савременика. Суда своје дело назива „Историја после Александра“.
Поуздано је познато да су дела Јеронима Кардијског постала главни извор за бројне ауторе који су описали период ратова дијадоха: Диодор Сицилијски („Историјска библиотека“), Апијан („Сиријски послови“ и „Митридатски ратови“). ”), Плутарх (биографије Димитрија, Еумена и Пира), Аријан („О догађајима после Александра“). Вероватно је да су Паусанија и Помпеј Трог такође позајмили податке из његових дела. Јеронимово наслеђе је толико значајно да данас оно углавном формира опште схватање епохе раног хеленизма.
Енциклопедија Британика напомиње да је Јероним од Кардије користио званична документа и да је био опрезан са чињеницама. Његови радови су се одликовали како високим научним нивоом, тако и прагматичним приступом писању историје, који су одликовали доследност и уравнотежено излагање. Међутим, Паусанија замера Јерониму што је „писао под утицајем осећања мржње према свим краљевима осим Антигона“, кога је „незаслужено“ хвалио. Своју предрасуду према Лисимаху Паусанија објашњава чињеницом да је Лисимах уништио Кардију, која је била отаџбина Јеронима.
По свему судећи, Јероним Кардијски је био први грчки историчар који се дотакао теме историје Рима, који до тада још није проширио своју моћ изван Италије. Поред тога, у његовим списима појам „Галати” (старогрчки Γαλαται) се први пут појављује у односу на Келте који су напали Балканско полуострво и Малу Азију.